# Talulah Riley
Talulah Riley (Hertfordshire, 1985. szeptember 26. –) angol színésznő.
Szerepelt a Westworld című televíziós sorozatban és az Eredet című filmben.

## Magánélete
Háromszor házasodott, ebből kétszer a dél-afrikai milliárdoshoz és üzletemberhez, Elon Muskhoz ment férjhez.
2024 júniusában Thomas Brodie-Sangster színész felesége lett.

## Filmográfia

### Film
| Év   | Magyar cím                                   | Eredeti cím                                  | Szerep            | Magyar hang        |
| ---- | -------------------------------------------- | -------------------------------------------- | ----------------- | ------------------ |
| 2005 | Büszkeség és balítélet                       | Pride & Prejudice                            | Mary Bennet       | Vadász Bea         |
| 2007 | St. Trinian’s – Nem apácazárda               | St Trinian's                                 | Annabelle Fritton | Bogdányi Titanilla |
| 2007 |                                              | Friends Forever (rövidfilm)                  | Grace             |                    |
| 2009 | Rockhajó                                     | The Boat That Rocked                         | Marianne          | Vadász Bea         |
| 2009 |                                              | The Summer House (rövidfilm)                 | Jane              |                    |
| 2009 | St. Trinian’s 2. – A Fritton-arany legendája | St Trinian's 2: The Legend of Fritton's Gold | Annabelle Fritton | Bogdányi Titanilla |
| 2010 | Eredet                                       | Inception'                                   | szőke nő          | Peller Anna        |
| 2010 | Szerelem és bizalmatlanság                   | Love & Distrust                              | Jane              |                    |
| 2011 | A dilemma                                    | The Dilemma                                  | szóvivő           |                    |
| 2011 |                                              | Revenge of the Electric Car (dokumentumfilm) | önmaga            |                    |
| 2012 | Házasokk                                     | The Knot                                     | Alexandra         | Molnár Ilona       |
| 2012 | A bátyám árnyékában                          | White Frog                                   | Ms. Lee           | Zsigmond Tamara    |
| 2013 | Piszkos melók                                | The Liability                                | A lány            | Vágó Bernadett     |
| 2013 | Hamarosan…                                   | In a World...                                | Pippa             | Balsai Móni        |
| 2013 | Thor: Sötét világ                            | Thor: The Dark World                         | asgardi ápolónő   |                    |
| 2015 |                                              | Scottish Mussel                              | Beth              |                    |
| 2015 |                                              | The Bad Education Movie                      | Phoebe            |                    |
| 2016 |                                              | Submerged                                    | Jessie            |                    |
| 2018 |                                              | The Last Witness                             | Jeanette Mitchell |                    |
| 2020 | Bloodshot                                    | Bloodshot                                    | Gina DeCarlo      | Zsigmond Tamara    |
| 2021 | Télapó visszatért                            | Father Christmas Is Back                     | Vicky Christmas   |                    |

### Televízió
| Év        | Magyar cím              | Eredeti cím              | Szerep               | Megjegyzések                                                 |
| --------- | ----------------------- | ------------------------ | -------------------- | ------------------------------------------------------------ |
| 2003      | Agatha Christie: Poirot | Agatha Christie's Poirot | fiatal Angela Warren | - 1 epizód (Öt kismalac) - magyar hangja: - Molnár Ilona     |
| 2006      | Agatha Christie: Marple | Agatha Christie's Marple | Megan Hunter         | - 1 epizód (A láthatatlan kéz) - magyar hangja: - Vadász Bea |
| 2007      |                         | Nearly Famous            | Lila Reed            | főszereplő (6 epizód)                                        |
| 2008      |                         | Phoo Action              | Lady Elenor Rigsby   | nem került adásba                                            |
| 2008      | Ki vagy, doki?          | Doctor Who               | Miss Evangelista     | 1 epizód                                                     |
| 2016–2018 | Westworld               | Westworld                | Angela               | 12 epizód                                                    |
| 2022      |                         | Pistol                   | Vivienne Westwood    | minisorozat főszereplője                                     |
| 2022      | Az Elon Musk Show       | The Elon Musk Show       | önmaga               | - dokumentumsorozat - magyar hangja: - Bogdányi Titanilla    |